# I'm an Albatraoz
Singles de AronChupa
Fired Cuz I Was Late
(2015)
Clip vidéo
[vidéo] « I'm an Albatraoz », sur YouTube
I'm an Albatraoz est une chanson du DJ suédois AronChupa, membre du groupe Albatraoz, sortie en single en 2014.
La voix est celle de sa jeune sœur, Nora Ekberg (non créditée).
La chanson a atteint la 1re place en Suède et au Danemark, la 2e place en Autriche, aux Pays-Bas et en Australie, la 3e place en Nouvelle-Zélande, la 4e place en Allemagne en Wallonie (Belgique francophone), la 5e place en Finlande et en Norvège, la 6e place en Suisse et en Flandre (Belgique néerlandophone), la 7e place en France et en Italie et la 8e place en Espagne.
Au Royaume-Uni, la chanson a débuté à la 25e place du hit-parade des singles (pour la semaine du 3 au 9 mai 2015).
En décembre 2018, le clip vidéo atteint le milliard de visionnages sur YouTube.